# Pandarus smithii
Pandarus smithii är en kräftdjursart som beskrevs av R. Rathbun 1886. Pandarus smithii ingår i släktet Pandarus och familjen Pandaridae. Inga underarter finns listade i Catalogue of Life.